# Pace di Castelnuovo
(Dante Alighieri, Commedia, Pur.VIII, 133-139)

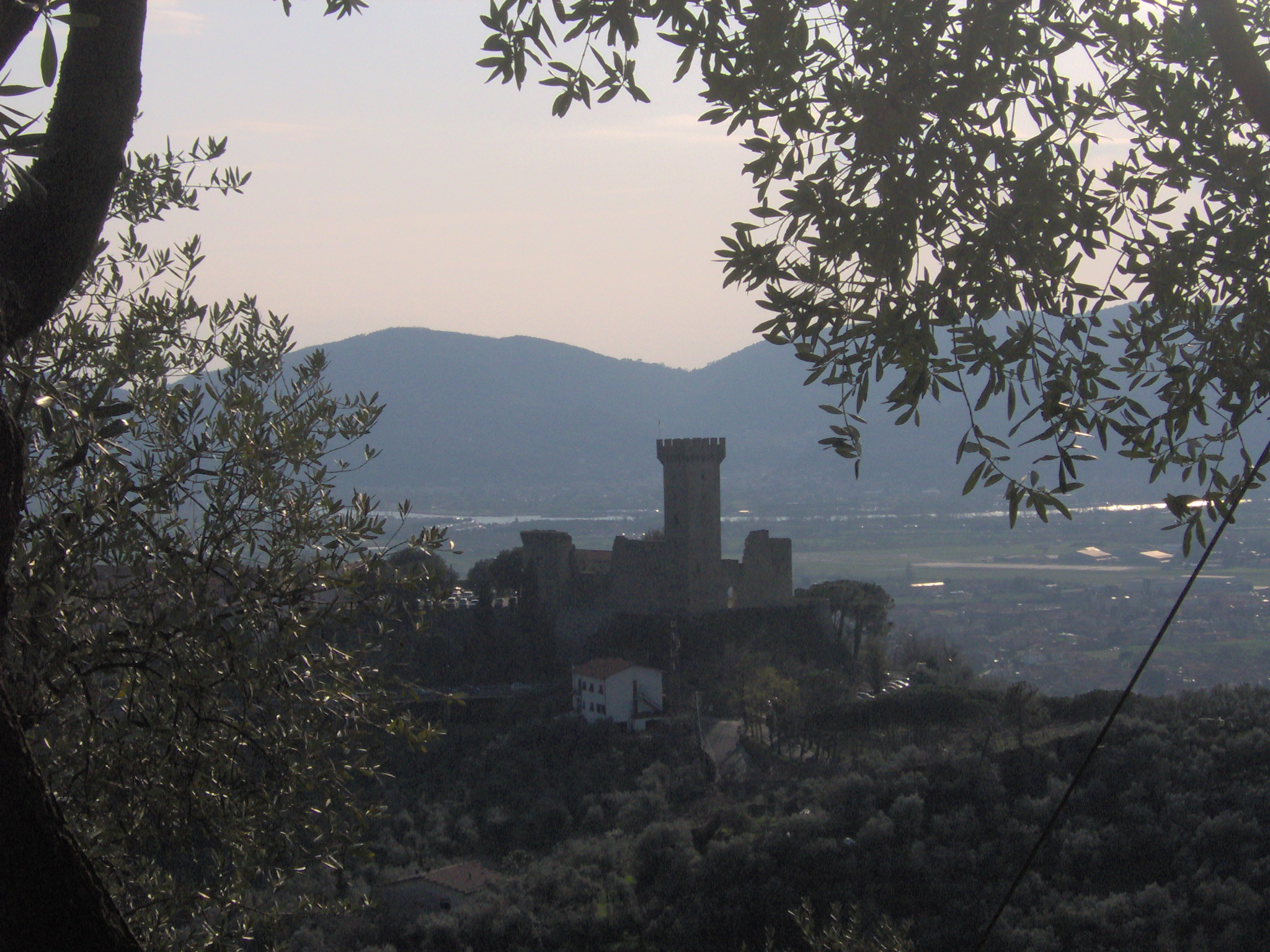
Il castello di Castelnuovo Magra

La pace di Castelnuovo fu siglata nel castello vescovile di Castelnuovo Magra, in Val di Magra, il 6 ottobre del 1306, tra i marchesi Malaspina di parte imperiale dello Spino Secco, rappresentati per procura da Dante Alighieri, e il vescovo-conte di Luni Antonio Nuvolone da Camilla.
Rogati dal notaro sarzanese ser Giovanni di Parente di Stupio, gli Atti della pace di Castelnuovo sono conservati, in originale, presso l'Archivio di Stato della Spezia.
I documenti furono rinvenuti fortunosamente nel 1765 (IV centenario della nascita di Dante), nel corso di ricerche d'archivio commissionate dall'ultimo Malaspina del ramo di Terrarossa, che rivendicava alcuni diritti sul feudo di Treschietto. Essi rappresentano l'unica testimonianza certa della presenza di Dante dell'intero arco dell'esilio.

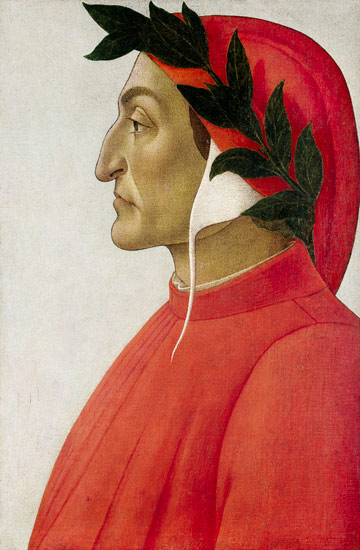
Ritratto di Dante
Sandro Botticelli, 1495

Nel trattato il nome di Dante Alighieri viene più volte citato, tuttavia la presenza in Lunigiana del Sommo Poeta è attestata anche dalla profezia astronomica posta a chiusura del canto VIII del Purgatorio (vv. 133-139) (cfr. Livio Galanti), mossa per bocca di Corrado Malaspina il Giovane, Marchese di Villafranca in Lunigiana. Di piu: essendo certa la presenza di Dante in Lunigiana nel 1306, andando a ritroso partendo dal settimo tramonto a cui fa riferimento la prefezia di Corrado, si dimostra in modo incontrovertibile che la datazione della Divina Commedia va ascritta all'anno 1300 (cfr. Mirco Manuguerra).
I documenti attestano che a Sarzana, nell'antica piazza della Calcandola, nella prima mattina del 6 ottobre del 1306, Dante ricevette da Franceschino Malaspina, Marchese di Mulazzo, la procura generale valida per concludere, in nome e per conto dell'intero ramo ghibellino dei Malaspina, la pace con Antonio Nuvolone da Camilla, vescovo-conte di Luni. Lo storico accordo fu concluso nell'arco della stessa mattinata presso il palazzo vescovile in Castelnuovo Magra e segnò, di fatto, la fine del potere temporale della Chiesa in Lunigiana.
Nel preambolo del documento è stata di recente identificata una parafrasi delle Variae di Cassiodoro (Dolcini, 2003), autore non in uso tra i notai e giureconsulti del tempo ma ben presente, invece, nei fondamenti filosofici del Paradiso, dunque nella biblioteca del Sommo Poeta. Tale elemento ha assunto una importanza cruciale, poiché, trattato dagli studiosi come la prima forma compiuta di un pensiero propriamente politico in Dante, ha permesso al Centro Lunigianese di Studi Danteschi di ricostruire l'evoluzione delle idee che portarono allo sviluppo della filosofia di Pace Universale formalizzata nel trattato maturo della Monarchia.
I documenti della Pace sono riprodotti in diverse pubblicazioni, tra cui "Gli antichi archivi degli Uffici del Registro nella Liguria sud orientale" - ed. Cassa Di Risparmio della Spezia (1983), nella traduzione italiana di Amerigo Grassi.